# Joe Duplantier
Joseph "Joe" Duplantier (Baiona, 19 d'octubre de 1976) és un músic francès, guitarrista i vocalista del grup de death metal Gojira i ex baixista del grup brasiler Cavalera Conspiracy.
Les influències musicals de Joe Duplantier inclouen bandes com ara Meshuggah, Metallica, Sepultura i Morbid Angel.